# 住電装プラテック
住電装プラテック株式会社（すみでんそうプラテック、Sumidenso Platec,Ltd. ）は、住友グループに所属するワイヤーハーネスの部品メーカー。

## 主力製品・事業
- 自動車用ワイヤーハーネス部品の金型開発から成形・組立
  - コネクタ
  - ジャンクションボックス

## 主要事業所
- 本社 - 静岡県御殿場市中清水127
- 夏刈事業所 - 静岡県御殿場市保土沢1157-82
- 駒門事業所 - 静岡県御殿場市駒門1丁目29-1

## 沿革
- 1959年 - 駿東郡清水町にて創業
- 1963年 - 現在地（御殿場市中清水）に本社工場新設
- 1984年 - 住友電装グループの一員となる
- 2006年 - ぐみ沢工場開設

## 主要関係会社

### 関係会社
- 住友電装